# 天城 (雲龍型空母)
天城（あまぎ）は、日本海軍の航空母艦。雲龍型の2番艦。

## 特徴
軍艦天城は雲龍型航空母艦の2番艦。天城の艦名は、静岡県伊豆半島の中央にある天城山に因んで名付けられた。
その名を持つ艦としては、明治時代の天城（スループ）、未完成の天城型巡洋戦艦1番艦天城に続き、本艦は3隻目。他の候補艦名として那須があった。
本艦の機関は改鈴谷型重巡洋艦の流用品だった。搭載航空機や燃料がなく、出撃機会のないまま、呉軍港で待機し、輸送任務・復員輸送任務共に一度も投入されなかった。1945年（昭和20年）3月19日の呉軍港空襲で損傷、7月24日と7月28日の空襲では爆弾複数発と至近弾複数発を受けて大破、浸水を止められず三ツ子島海岸で転覆している。終戦後、浮揚されて解体処分。

## 歴史

### 太平洋戦争
太平洋戦争開戦直前の1941年（昭和16年）、開戦決定により実行を発動した通称マル急計画により、早急な完成が望まれたために飛龍型空母の図面を流用し、部分的な改正を加えられた仮称艦名第302号艦(後の雲龍)が計画され、ミッドウェー海戦後に決定した改⑤計画により更にその同型艦15隻が計画、天城は第5001号艦として1942年（昭和17年）10月1日、三菱重工業長崎造船所にて起工。完成予定は1944年12月の予定で、他艦も含め1943年中期頃までは工事は比較的順調に進行したが、以後は損傷艦の修理や材料の逼迫、労働者の不足などの困難があった。1943年（昭和18年）9月25日に天城と命名される。同年10月15日、昭和天皇の名代として久邇宮朝融王臨席のもと、進水。翌1944年（昭和19年）8月10日に竣工した。
竣工と同日に横須賀鎮守府籍。同型艦の雲龍の所属する第三艦隊・第一航空戦隊に編入され、同部隊の旗艦となった。第一航空戦隊は搭載部隊である第601海軍航空隊の再建を待つこととなったが、第601航空隊は台湾沖航空戦と捷号作戦のために順次抽出されて搭載部隊としては運用されなかった。また既に日本海軍は深刻な燃料や航空機不足となっていたために補充の航空部隊は用意されず、したがって雲龍・天城・葛城には出撃の機会がなかった。同年11月15日、第一航空戦隊は連合艦隊附属となった。当時の雲龍航海士（森野廣少尉）によれば、天城に特攻兵器桜花を搭載してフィリピンへ輸送する予定だったが、天城艦長宮嵜俊男大佐の意見具申により、急遽雲龍が桜花を輸送することになったと回想している。12月19日、雲龍は東シナ海で米潜水艦レッドフィッシュに撃沈された。
1945年（昭和20年）1月1日、第一航空戦隊は第二艦隊に編入。同年2月には第一航空戦隊司令部が廃止され、天城は第二艦隊司令長官伊藤整一中将（旗艦大和）直率となった。同年3月19日のアメリカ第58任務部隊による呉軍港空襲では、爆弾1発が命中し小破。4月20日、呉鎮守府部隊に編入。横須賀鎮守府予備艦だった天城は第4予備艦に指定され、以後は呉港外の三ツ子島沿岸にて停泊係留され、飛行甲板上に樹木を並べて島に偽装し、対空浮き砲台として使用された。
同年7月24日、天城はアメリカ第38任務部隊による呉軍港空襲において飛行甲板に爆弾2発が命中、甲板を損壊し更に左舷機関室艦底部に浸水が発生した。この時既に天城は予備艦として運用されていたために必要最小限の人員しか配置されておらず、人員不足で損傷箇所の応急対応がままならなかった。7月28日の第3次空襲により再度爆撃を受け、直撃弾1発、至近弾5発の被害を受けた。やはり人員不足で損害対応が行えず、これにより浸水が増大。翌7月29日朝、左舷側方向に大傾斜し横転した。水深が浅い海域であったために全没はしておらず、船体の殆どは水上に露出した状態ではあったが、復旧は不可能と判断され沈没と判定された。
11月20日除籍。

### 戦後

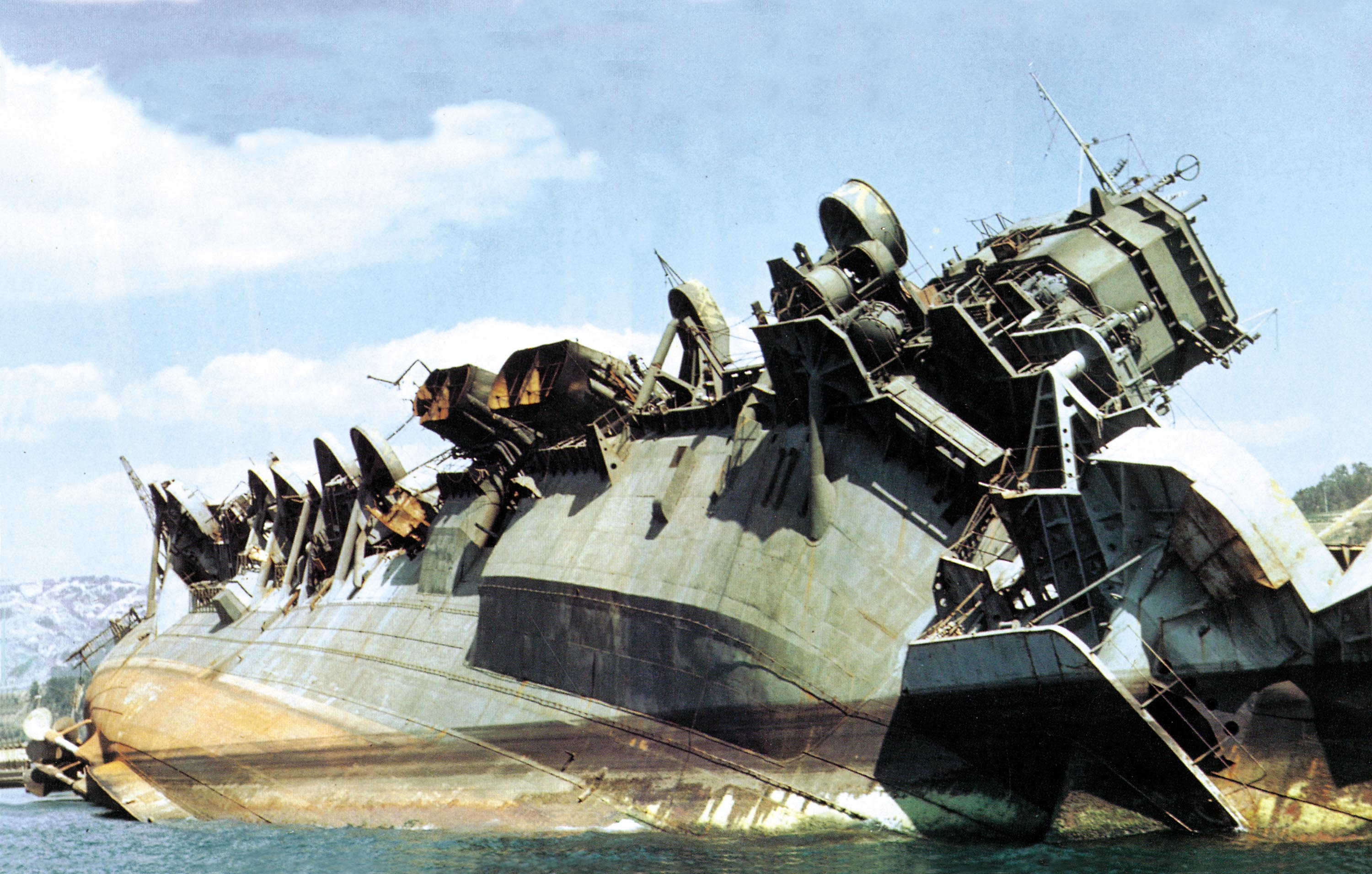
空襲により横転した状態の天城（1946年8月、アメリカ海軍により撮影されたカラー写真）。
終戦直後アメリカ軍によって撮影されたもので、カラーの動画も撮影されている。

1946年（昭和21年）12月5日、播磨造船所呉船渠(旧呉海軍工廠)により天城の解体が始まった。まず左に61度傾いた船体の引き起こしを始めたが、陸岸に近いため35度まで引き起こすのが限度だった。次に排水を始めたがエレベーター孔など浸水口が多数あり、飛行甲板も非防水だったので、水中発破で上甲板以上の構造物600トンを撤去、更に100トン浮力タンク12個を設置した。1時間7,000トンの能力のポンプを計4回使用、特に4回目は12日連続で使用の上1947年（昭和22年）7月31日、浮揚に成功した。浮揚した船体はドックで解体され同年12月11日に完了した。
浮揚された天城の船体の一部は、当時の運輸省鉄道総局に譲渡されている。鉄道総局の運行していた青函連絡船は戦後直後、粗製乱造の戦時標準船と戦中の酷使で疲弊した船舶で占められており、これらの船は故障が続発していた。そのため天城の船体を函館港に船舶修理用のポンツーンとして係留。鉄道総局の工機部がそこで連絡船の修理を行うこととした。
1947年（昭和22年）8月には解体中の天城の一部を流用して全長120m・全幅14mの浮き桟橋(写真日本の軍艦第3巻によると二重底をほとんどそのまま使用し長さ119.92m、幅14.2m)が完成し、東興丸に曳航されて函館港に到着。青函連絡船の有川貨物桟橋の沖合に係留され、修理プラットフォームとして使用されている。だがその頃、函館船渠が機能を回復しドライドックや専門の設備を持つ函館船渠が青函連絡船の修理を受け持つようになったため、本格的な修理能力を持たない浮き桟橋は徐々に使用されなくなり、1948年（昭和23年）8月には廃止され使用された期間は約1年と僅かであった。
民間に売却し、海上倉庫や防波堤、重油タンクなどに転用する案も出たものの、改装費用や係留先の関係上全て断念となった。結局、スクラップとして売却され解体された。

## 年表
- 1942年（昭和17年）
  - 10月1日 - 三菱重工業長崎造船所にて起工[7]
- 1943年（昭和18年）
  - 9月25日 - 天城と命名[1]
  - 10月15日 - 進水[7]
- 1944年（昭和19年）
  - 8月10日 - 竣工[7]
  - 同日 第3艦隊第1航空戦隊編入[38]
- 1945年（昭和20年）
  - 2月10日 - 第1航空戦隊司令部廃止、第2艦隊司令長官直率となる[38]
  - 3月19日 - 呉で爆弾1発が命中[38]、小破(呉軍港空襲)
  - 4月20日 - 呉鎮守府部隊編入、第4予備艦に指定[38]。後に呉港外の三ツ子島に碇泊し、浮き砲台となる[24]。
  - 7月24日,7月28日 - 米軍機の空襲を受け損傷[38]（呉軍港空襲）
  - 7月29日 - 横転着底[9]
  - 11月20日 -  除籍[9][注釈 1]
- 1946年（昭和21年）
  - 12月5日 - 解体開始[10]
- 1947年（昭和22年）
  - 7月31日 - 浮揚[43]
  - 12月11日- 解体完了[10]

## 艦長
艤装員長
1. 山森亀之助 大佐：1944年6月27日[46] -

艦長
1. 山森亀之助 大佐：1944年8月10日[46] -
2. 宮嵜俊男 大佐：1944年10月23日[46] -
3. 平塚四郎 大佐：1945年4月20日 - 1945年8月15日[47]